# Tochiōzan Yūichirō
Tochiōzan Yūichirō (jap. 栃煌山 雄一郎; * 9. März 1987 in der Präfektur Kōchi), eigentlich Kageyama Yūichirō (影山 雄一郎), ist ein Sumōringer in der japanischen Makuuchi-Division.

## Beginn der Sumō-Karriere
Kageyama schloss sich 2004 dem Stall Kasugano-beya an. Sein Debüt im professionellen Sumōsport gab er im März 2005 und kämpfte zunächst unter seinem Familiennamen. In der Jonokuchi-Division erreichte er eine 6-1 Bilanz und verlor lediglich gegen den späteren Turniersieger Sawai (heute: Ōzeki Gōeidō). Auch die folgenden beiden Turniere beendete Kageyama mit 6-1. Im Mai musste er sich dabei erneut Sawai geschlagen geben. Im November 2005 gewann er in der Sandanme-Division seinen ersten und bisher einzigen Turniersieg (Yusho). Somit stieg er nach nur fünf Turnieren in die dritthöchste Division (Makushita) auf. Auch dort erzielte er auf Anhieb positive Resultate. Auf sein knappes Kachi-koshi im Januar 2006 folgten zwei 5-2 Bilanzen und schließlich ein 6-1 als Makushita 1 Ost, welches ihm den Aufstieg in die Jūryō-Division bescherte.

## Karriere als Sekitori
Als Sekitori nahm Kageyama nun den Ringnamen Tochiōzan an. In Jūryō zeigte er weiterhin konstant gute Leistungen. Seine ersten beiden Turniere beendete er jeweils mit 9-6. Im Januar 2007 erreichte er dann ein 10-5 und damit auch das Yusho-Playoff gegen Toyohibiki und Shimotori. Tochiōzan besiegte zwar Shimotori, unterlag danach aber Toyohibiki, der damit das Turnier gewann. Im nächsten Turnier befand sich Tochiōzan bereits in der Makuuchi-Division, welche er ohne ein einziges Make-koshi erreichte. Bei seinem Makuuchi-Debüt gelang ihm ein 11-4, wofür er mit dem Kantō-shō belohnt wurde. In den folgenden vier Turnieren erhielt Tochiōzan die ersten Make-koshi seiner Karriere, blieb aber in der Makuuchi. Im März 2008 schaffte er zum zweiten Mal ein 11-4 und wurde diesmal mit dem Gino-shō ausgezeichnet. Im Januar 2009 blieb er als Maegashira 12 acht Turniertage lang ungeschlagen, kam letztendlich aber nur auf eine Bilanz von 10-5. Sein Debüt im Rang eines Komusubi folgte schließlich im Mai 2009, endete aber mit einem Make-koshi.
Das Nagoya Basho 2010 schloss Tochiōzan als Maegashira 1 Ost mit 9-6 ab und besiegte dabei unter anderem die Ōzeki Harumafuji und Baruto. Im darauffolgenden Turnier legte er ein glänzendes Sekiwake-Debüt hin (11-4). Er besiegte diesmal insgesamt drei Ōzeki und gewann seinen zweiten Gino-shō. Wenige Zeit später fiel er dennoch wieder in die Maegashira-Ränge zurück. Im Mai 2012 hatte Tochiōzan als Maegashira 4 die große Chance auf ein Yusho in der Makuuchi-Division. Er erreichte eine 12-3 Bilanz und damit auch das Playoff um den Turniersieg, verlor dort aber gegen Maegashira 7 Kyokutenhō. Am Ende blieb ihm also nur das Jun-Yusho und ein weiterer Sanshō-Gewinn (zweiter Kantō-shō). In Nagoya durfte er wieder als Sekiwake an den Start gehen, enttäuschte aber mit einem 4-11. Im September 2012 erhielt er seinen ersten Kinboshi für einen Sieg über Yokozuna Hakuhō. Nach dem Turnier wurde er zudem mit dem Shukun-shō geehrt.
Vom September 2013 bis zum Juli 2014 hielt sich Tochiōzan sechs Turniere in Folge in den Sanyaku-Rängen, ehe ihn eine Verletzung zurückwarf. Während des Hatsu Basho 2014 machte er aus einem 0-3 noch ein 11-4 und schlug unter anderem die beiden Ōzeki Kisenosato und Kotoshōgiku. Im November 2014 besiegte er Yokozuna Harumafuji und erhielt dafür seinen zweiten Kinboshi. 2015 schaffte er die Rückkehr in die Sanyaku-Ränge. Beim Nagoya Basho 2015 durfte er wieder als Sekiwake an den Start gehen und führte nach zehn Tagen mit einer Bilanz von 9-1. Dabei schlug er an den Tagen 9 und 10 die beiden Yokozuna Kakuryū und Hakuhō. Damit avancierte Tochiōzan zum Favoriten auf den Turniersieg, da er an den letzten Tagen gegen keine höheren Gegner mehr kämpfen musste. Er verlor jedoch am Ende drei Kämpfe gegen Maegashira und verpasste somit die Chance auf den Titel. Nach dem Turnier wurde ihm zum zweiten Mal in seiner Karriere der Shukun-shō verliehen.

## Kampfstatistik
| Jahr | Hatsu (Januar)         | Haru (März)            | Natsu (Mai)             | Nagoya (Juli)          | Aki (September)        | Kyushu (November)       |
| ---- | ---------------------- | ---------------------- | ----------------------- | ---------------------- | ---------------------- | ----------------------- |
| 2005 | Maezumo                | Jonokuchi 31 Ost 6-1   | Jonidan 61 Ost 6-1      | Sandanme 93 Ost 6-1    | Sandanme 36 Ost 5-2    | Sandanme 12 W 7-0 Y     |
| 2006 | Makushita 12 West 4-3  | Makushita 7 West 5-2   | Makushita 3 West 5-2    | Makushita 1 Ost 6-1    | Juryo 11 Ost 9-6       | Juryo 7 West 9-6        |
| 2007 | Juryo 2 West 10-5 D    | Maegashira 14 Ost 11-4 | Maegashira 4 West 6-9   | Maegashira 7 Ost 4-6-5 | Maegashira 13 W 7-8    | Maegashira 15 Ost 7-8   |
| 2008 | Maegashira 15 Ost 8-7  | Maegashira 12 Ost 11-4 | Maegashira 5 Ost 5-10   | Maegashira 11 Ost 9-6  | Maegashira 6 West 6-9  | Maegashira 9 Ost 6-9    |
| 2009 | Maegashira 12 Ost 10-5 | Maegashira 2 West 8-7  | Komusubi 1 West 6-9     | Maegashira 2 Ost 2-13  | Maegashira 12 Ost 11-4 | Maegashira 3 Ost 5-10   |
| 2010 | Maegashira 10 Ost 8-7  | Maegashira 6 Ost 11-4  | Komusubi 1 West 7-8     | Maegashira 1 Ost 9-6   | Sekiwake 1 West 11-4   | Sekiwake 1 Ost 7-8      |
| 2011 | Komusubi 1 Ost 6-9     | abgesagt               | Maegashira 2 West 4-11  | Maegashira 8 Ost 10-5  | Maegashira 3 West 7-8  | Maegashira 4 West 5-6-4 |
| 2012 | Maegashira 8 West 11-4 | Komusubi 1 West 5-10   | Maegashira 4 Ost 12-3 D | Sekiwake 1 West 4-11   | Maegashira 5 Ost 9-6   | Maegashira 1 West 10-5  |
| 2013 | Komusubi 1 Ost 8-7     | Komusubi 1 Ost 10-5    | Komusubi 1 Ost 6-9      | Maegashira 2 Ost 10-5  | Komusubi 1 Ost 8-7     | Sekiwake 1 West 7-8     |
| 2014 | Komusubi 1 West 11-4   | Sekiwake 2 West 9-6    | Sekiwake 1 West 10-5    | Sekiwake 1 West 2-6-7  | Maegashira 8 Ost 11-4  | Maegashira 1 Ost 8-7    |
| 2015 | Komusubi 1 West 7-8    | Maegashira 1 Ost 10-5  | Komusubi 1 Ost 8-7      | Sekiwake 1 Ost 10-5    | Sekiwake 1 Ost 8-7     |                         |